# Симонова Євгенія Павлівна
Євге́нія Па́влівна Си́монова (рос. Евге́ния Па́вловна Си́монова; * 1 червня 1955, Ленінград, РРФСР, СРСР) — радянська і російська актриса театру і кіно. Лауреат Премії Ленінського комсомолу (1980), Державної премії СРСР (1984) і низки вітчизняних театральних («Золота маска», «Кришталева Турандот») і кінопремій («Золотий орел», «Ніка»). Заслужена артистка РРФСР (1984). Народна артистка Росії (1995).

## Біографічні відомості
Народилася в родині науковців. Закінчила Театральне училище ім. Б. Щукіна (1976, курс Ю. Катіна-Ярцева) і була запрошена до Московського академічного театру імені Володимира Маяковського, в якому служить понад 45 років.

### Сім'я
- Батько — психолог, академік Павло Васильович Симонов (1926—2002), уроджений Станкевич.
- Мати — педагог Ольга Сергіївна Вяземська (1924—1991). 
  - Брат — письменник і телеведучий Юрій Вяземський.

Перший чоловік — актор Олександр Кайдановський. Дочка — актриса Зоя Кайдановська (1976 нар.).
Другий чоловік — Полонський Дмитро Миронович, радянський і російський актор театру і кіно, майстер озвучування.
Третій чоловік — кінорежисер Андрій Ешпай. Дочка — Марія Ешпай (1985).

## Громадянська позиція
Під час Російсько-української війни заявила про осуд російській агресії та висловила підтримку українцям.

## Вибрана фільмографія

### Кіно
- 1973 — У бій ідуть лише «старі» — Маша
- 1974 — Виліт затримується
- 1975 — Афоня — Катя
- 1975 — Під дахами Монмартра — Віолетта
- 1975 — Зникла експедиція — Тася
- 1976 — Баламут
- 1976 — Як важливо бути серйозним
- 1976 — Золота річка — Тася
- 1977 — Хто поїде в Трускавець
- 1977 — Це було в Коканді
- 1977 — Приїхали на конкурс кухарі…
- 1978 — Звичайне диво — Принцеса
- 1978 — Шкільний вальс
- 1978 — Слід на землі
- 1979 — День весілля доведеться уточнити — Аня
- 1980 — Двадцять шість днів із життя Достоєвського
- 1980 — Розповідь невідомої людини
- 1980 — Рафферті
- 1981 — Контрольна зі спеціальності
- 1981 — Маскарад
- 1982 — Конфліктна ситуація
- 1982 — Сеанс одночасної гри
- 1982 — Транзит — Алла Глібівна
- 1983 — Довга дорога до себе
- 1983 — Карантин — Мати
- 1983 — Коли грали Баха
- 1983 — Підліток
- 1984 — Казки старого чарівника (Одеська кіностудія)
- 1985 — Блакитні міста (фільм-концерт)
- 1985 — Діти сонця
- 1986 — Дикий вітер
- 1988 — Француз — Мати
- 1989 — Пряма трансляція
- 1990 — А ось і я
- 1990 — Біс в ребро — Ірина
- 1993 — Роль
- 1993 — Російський регтайм — Маша
- 1994 — Примара дому мого
- 1996 — Маленька королева та інші
- 1999 — Квітучий пагорб серед порожнього лану
- 2004 — Діти Арбата — мати Панкратова, Соф'я Олександрівна
- 2004 — Талісман кохання — Любов Уварова
- 2006 — Три крапки
- 2008 — Циганочка з виходом
- 2009 — Іван Грозний
- 2009 — Синок
- 2009 — Подія
- 2009 — Крапля світла (серіал, Україна) — Маргарита Станиславовна Селезнёва
- 2010 — Два капитани — мати Ніни
- 2010 — Вуаль Анжеліни
- 2011 — Два квитки до Венеції — Ніна Сергіївна, мати Саші
- 2011 — Клеймо
- 2011 — Справа гастронома № 1 — Єва Єфанова
- 2012 — Капітани — Ольга Олександрівна, мати Ніни та Євгенії
- 2012 — Елізіум — тітонька
- 2014 — Дорослі дочки — господиня театру
- 2015 — Метод (телесеріал) — Софія Зіновіївна, вчителька
- 2015 — Пам'ять осені
- 2017 — Осине гніздо (телесеріал) — Єлизавета Андріївна
- 2019 — Ланцет (телесеріал) — Валентина Іванівна Седлакова, заступник головного лікаря
- 2020 — Метод 2 (телесеріал)

### Кіножурнал«Фітіль»
- «У пошуках радості» (1975) — майбутня наречена.